# Aulonemia
Aulonemia là một chi thực vật có hoa trong họ Hòa thảo (Poaceae).

## Loài
Chi Aulonemia gồm các loài: